# Elegy (Nice)
Elegy è un album del gruppo britannico di rock progressivo The Nice, pubblicato nell'aprile del 1971, un anno dopo lo scioglimento del gruppo.

## Storia
L'album si compone di quattro brani, due per facciata: il primo e il quarto furono registrati dal vivo al Fillmore East di New York il 19 e 20 dicembre 1969, gli altri due ai Trident Studios di Londra all'inizio del 1970. Sono tutte rivisitazioni di brani altrui e dànno risalto al virtuosismo di Keith Emerson, sia al pianoforte che all'organo Hammond.

## Brani
Hang On to a Dream, cover del brano How Can We Hang On to a Dream di Tim Hardin, già incisa dal gruppo per l'album Nice del 1969, è estesa qui alla durata di oltre dodici minuti grazie a una lunga improvvisazione al piano che include accenni di Summertime (1935) di George Gershwin e Honky Tonk Train Blues (1927), brano boogie-woogie di Meade 'Lux' Lewis che Emerson avrebbe poi inciso integralmente su 45 giri, nel 1976.
My Back Pages di Bob Dylan, registrato in studio, è l'unico brano dei quattro che la band non avesse già pubblicato in un'altra versione. La prima parte vede di nuovo Emerson improvvisare al piano su una base vagamente jazz: l'esposizione del tema in particolare presenta affinità con la versione di Keith Jarrett inclusa nell'album Somewhere Before, registrato dal vivo nell'agosto del 1968. Nella seconda parte Emerson passa all'organo e l'arrangiamento complessivo vira su un boogie, per poi riprendere e chiudere la canzone di Dylan in stile psichedelico.
3rd Movement Pathetique come da titolo si basa sul 3º movimento della sinfonia nº 6 "Patetica" op. 74 di Čajkovskij, con variazioni improvvisate tra cui un breve assolo di batteria di Brian Davison; il brano era già apparso sull'album dal vivo Five Bridges, uscito anch'esso postumo nel giugno del 1970, in quel caso arrangiato per gruppo e orchestra. La versione in studio contenuta in quest'album è invece eseguita dal solo trio, con armonia e melodia affidate interamente all'organo Hammond e al basso elettrico.
America è la rilettura strumentale dell'omonimo brano dal musical West Side Story (1957) di Leonard Bernstein, del quale il gruppo aveva già inciso una versione pubblicata su 45 giri nel giugno 1968. L'arrangiamento include due citazioni dalla Sinfonia nº 9 in Mi Minore op. 95 Dal nuovo mondo di Antonín Dvořák, anch'essa ispirata all'America. Questa versione dal vivo in particolare, della durata di oltre dieci minuti, contiene anche un accenno al tema principale di Maurice Jarre per la colonna sonora del film Lawrence d'Arabia (1962) e omette invece il recitato che chiudeva il singolo.

## Tracce

### LP
Lato A
1. Hang On to a Dream (live) – 12:42 (Tim Hardin, arr. The Nice)
2. My Back Pages – 9:10 (Bob Dylan, arr. The Nice)

Lato B
1. 3rd Movement Pathetique (studio, strumentale) – 7:05 (musica: Pëtr Il'ič Čajkovskij, arr. The Nice)
2. America (live, strumentale) – 10:17 (musica: Leonard Bernstein, arr. The Nice)

### CD (1990)
1. Hang On to a Dream – 12:42
2. My Back Pages – 9:10
3. 3rd Movement Pathetique – 7:05
4. America – 10:17

Tracce aggiuntive
1. The Diamond-Hard Blue Apples of the Moon – 2:46 (Keith Emerson, Lee Jackson)
2. Dawn – 5:05 (Brian Davison, Emerson, Jackson)
3. Tantalizin' Maggie – 4:11 (Jackson, Davy O'List)
4. The Cry of Eugene – 4:30 (Emerson, Jackson, O'List)
5. Daddy Where Did I Come From – 2:46 (Emerson, Jackson)
6. Azirial – 3:46 (Emerson, Jackson)

## Formazione
- Brian Davison  –  batteria, percussioni
- Keith Emerson  –  organo Hammond, pianoforte
- Lee Jackson  –  basso elettrico, voce
- Davy O'List (solo CD 1990, tracce extra 5-10) –  chitarra, voce, tromba